# ミンダウガス・クズミンスカス
ミンダウガス・クズミンスカス（Mindaugas Kuzminskas、1989年10月19日 - ）は、リトアニア・ヴィリニュス出身のバスケットボール選手。NBAのニューヨーク・ニックスなどに所属していた。元リトアニア代表。

## 経歴
ヴィリニュス・ラドヴィラ・ギムナジウムで学ぶ。
2009年9月11日、カウナスのBCジャルギリスと4年契約を結ぶ。1年目はBCシャウレイでプレイし、2年目からジャルギリスでプレイした。
その後2011年のNBAドラフトに参加するも、どのチームから指名されることはなかった。
2013年6月28日、スペインリーガACBのCBマラガと契約。
2016年7月9日、NBAのニューヨーク・ニックスと契約した。
2017年11月、ニューヨーク・ニックスから解雇された。
その後、ロシアに身を移し、PBCロコモティフ・クバンやBCゼニト・サンクトペテルブルクに所属。2022年、ロシアによるウクライナ侵攻を受け、BCゼニト・サンクトペテルブルクを退団。同年、トルコのカルシュヤカSKと契約。

### AEKアテネBC(2023-)
2024年7月15日、チームと2026年まで契約延長したと発表された。

### リトアニア代表
長年リトアニア代表選手としても活躍し、ユーロバスケット2013、2014年W杯、ユーロバスケット2015、2016年リオ五輪、ユーロバスケット2017、2019年W杯、ユーロバスケット2022、2023年W杯に出場した。ユーロバスケット2013およびユーロバスケット2015では準優勝をおさめた。2025年2月24日、ユーロバスケット2025予選・最終戦の対エストニア戦で代表を引退。

## 家族
兄のサウリュス・クズミンスカスもプロ・バスケットボール選手だった。